# Blitz (film, 2024)
Pour les articles homonymes, voir Blitz (homonymie).
Pour plus de détails, voir Fiche technique et Distribution.
Blitz est un film américano-britannique écrit et réalisé par Steve McQueen et sorti en 2024.
Le film raconte le destin de Londoniens lors du Blitz. Après une sortie limitée au cinéma dans certains pays, le film est diffusé sur Apple TV+.

## Synopsis
En 1940 et 1941, l'aviation allemande mène une intense campagne de bombardements stratégiques notamment contre le Royaume-Uni. Lors de la bataille d'Angleterre, le Blitz touche de nombreuses villes, dont Londres.

## Fiche technique
Sauf indication contraire, les informations mentionnées dans cette section peuvent être confirmées par la base de données cinématographiques IMDb,  présente dans la section « Liens externes ».
- Titre original : Blitz
- Réalisation et scénario : Steve McQueen
- Musique : Hans Zimmer
- Décors : Adam Stockhausen
- Costumes : Jacqueline Durran
- Photographie : Yorick Le Saux
- Montage : Peter Sciberras
- Production : Arnon Milchan, Yariv Milchan, Michael Schaefer, Tim Bevan et Eric Fellner
- Sociétés de production : Lammas Park, Working Title Films, New Regency et Apple Studios
- Société de distribution : Apple TV+
- Pays de production :  États-Unis,  Royaume-Uni
- Langue originale : anglais
- Format : couleur
- Genre : guerre, drame historique
- Durée : 120 minutes
- Dates de sortie[1] :
  - Royaume-Uni : 9 octobre 2024 (festival de Londres)
  - Royaume-Uni, États-Unis : 1er novembre 2024 (sortie limitée en salles)
  - France : 9 novembre 2024 (sortie limitée en salles)
  - Monde : 22 novembre 2024 (Apple TV+)
- Classification[2] :
  - États-Unis : PG-13

## Distribution
- Saoirse Ronan (VF : Léopoldine Serre) : Rita
- Elliott Heffernan : George
- Harris Dickinson (VF : Clément Moreau) : Jack
- Benjamin Clementine (VF : Baptiste Marc) : Ife
- Kathy Burke (VF : Josiane Pinson) : Beryl
- Erin Kellyman (VF : Jessica Monceau) : Doris
- Stephen Graham (VF : Sylvain Agaësse) : Albert
- Leigh Gill (VF : Cyrille Monge) : Mickey Davies
- Mica Ricketts (VF : Aurélie Konaté) : Jess
- CJ Beckford (VF : Thierno Ba) : Marcus
- Alex Jennings (VF : Bernard Bollet) : Victor Smythe
- Joshua McGuire (VF : Simon Volodine) : Clive
- Paul Weller (VF : Pierre-François Pistorio) : Gerald
- Hayley Squires (VF : Dorothée Pousséo) : Tilda
- Sally Messham (VF : Julia Boutteville) : Agnès

 Source et légende : version française (VF) sur RS Doublage

## Production

### Genèse et développement
En novembre 2021, le site Deadline Hollywood annonce que Steve McQueen va écrire, réaliser et produire un nouveau long métrage intitulé Blitz pour New Regency ; la production étant assurée par la société Lammas Park de McQueen et par Working Title Films. En mars 2022, le réalisateur précise que son projet porte sur les Londoniens pendant le Blitz de la Seconde Guerre mondiale.
En juin 2022, Apple TV+ s'assure les droits de distribution du film,.

### Attribution des rôles
En septembre 2022, Deadline.com annonce que le rôle principal sera tenu par Saoirse Ronan.
En décembre 2022, Harris Dickinson, Erin Kellyman, Stephen Graham, Kathy Burke, Benjamin Clementine, Leigh Gill, Mica Ricketts, C. J. Beckford, Hayley Squires et Sally Messham rejoignent le film,.

### Tournage
Le tournage débute à Londres en novembre 2022. La production se sert des Warner Bros. Studios Leavesden comme base.
En janvier 2023, le tournage se poursuit dans le quartier londonien de Greenwich. En février 2023, des scènes sont tournées dans la vieille ville de Hull durant deux semaines.

## Sortie et accueil

### Dates de sortie
Blitz est présenté en avant-première en ouverture du Festival du film de Londres le 9 octobre 2024. Le film connait ensuite une sortie limitée dans certains cinémas des Etats-Unis et du Royaume-Uni. En France, le film est projeté au cinéma seulement deux jours à partir du 9 novembre 2024. Le film est ensuite diffusé à grande échelle sur Apple TV+ dès le 22 novembre.